# La Follia (Vivaldi)
Pour les articles homonymes, voir Folia et Folie (homonymie).
La Follia ou sonate N°12 en ré mineur La Follia RV 63 (La Folie, en italien) est une sonate de chambre baroque en trio pour deux violons et basse continue du XVIIIe siècle, du compositeur italien Antonio Vivaldi (1678-1741). Cette douzième sonate de ses douze Sonates en trio, op. 1 de 1703, sont les premières compositions et les plus anciennes connues et conservées de son œuvre.

## Histoire
La Follia (ou Folia) est une danse baroque populaire ibérique, d’origine portugaise du XVe siècle, une des plus célèbres et des plus dansées de l’époque baroque. Elle est dansée et chantée avec un tel amusement débridé plein d’allégresse qu'elle est baptisée « Folia » (folie). Elle se répand avec succès en Italie, puis en France et en Europe sous le nom de « Folie d’Espagne » évolue des divertissements populaires aux spectacles de cour, et est reprise et adaptée depuis en d’innombrables variations par près de 150 compositeurs de toute l'Europe, dont Jean-Baptiste Lully, Arcangelo Corelli, Jean-Henry d'Anglebert, Marin Marais, Georg Friedrich Haendel, Jean-Sébastien Bach, Carl Philipp Emanuel Bach, François Couperin, Sergueï Rachmaninov ou Vangelis,.

### Antonio Vivaldi
Le jeune prêtre maestro virtuose du violon Antonio Vivaldi (âgé de 25 ans) débute sa prestigieuse carrière de compositeur par la publication en 1703 et 1705 de ce premier opus 1 en 12 sonates, qu'il conclut par cette Follia pour deux violons et basse continue, inspirée par la Follia pour un violon et basse continue d'Arcangelo Corelli (sonate op. 5 n°12 de 1700) dont il reprend le thème principal de l'adagio lent du début, qu'il fait suivre de dix-neuf variations personnelles entre deux violons et basse continue, à des rythmes variables, des plus modérés aux plus tourbillonnants, frénétiques, et débridés.
Il est alors reconnu dès 1706 comme meilleur musicien de Venise (avec son père Giovanni Battista Vivaldi, violoniste de la basilique Saint-Marc). Il décide alors de consacrer sa vie exclusivement à la musique, avant de devenir un des plus célèbres compositeurs de l'histoire de la musique classique occidentale, avec en particulier ses Quatre Saisons de 1725.

## Douze Sonates en trio op 1 de Vivaldi

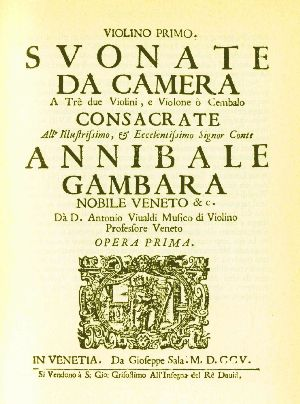
Douze Sonates en trio, op. 1 d'Antonio Vivaldi (1703-1705)

En 1703 et 1705 Antonio Vivaldi fait publier par Giuseppe Sala (éditeur) de Venise sa première série de 12 sonates de chambre (sonata da camera) en trio baroque pour deux violons et basse continue op. 1, dédiée au comte Annibale Gambara (it) de Venise :
1. Sonate n°1 en sol mineur, RV 73
2. Sonate n°2 en mi mineur, RV 67
3. Sonate n°3 en do majeur, RV 61
4. Sonate n°4 en mi majeur, RV 66
5. Sonate n°5 en fa majeur, RV 69
6. Sonate n°6 en ré majeur, RV 62
7. Sonate n°7 en mi bémol majeur, RV 65
8. Sonate n°8 en ré mineur, RV 64
9. Sonate n°9 en la majeur, RV 75
10. Sonate n°10 en si bémol majeur, RV 78
11. Sonate n°11 en si mineur, RV 79
12. Sonate n°12 en ré mineur La Follia, RV 63

## Utilisation dans d'autres œuvres
- 2018 : Mademoiselle de Joncquières, d'Emmanuel Mouret, avec Cécile de France et Édouard Baer[7]